# ビッグタウンふたりの朝
『ビッグタウンふたりの朝（ビッグタウンふたりのあさ）』は、総務庁地域改善対策室・全日本同和対策協議会が企画し、東映の配給により、1993年に公開された映画作品。

## あらすじ
関西の同和地区出身で、東京で看護婦を目指して勉強する岩山君子（久野真紀子）と瀬沼加代子（藤原紀香）。未だに残る差別や偏見に、若い二人が立ち向かい乗り越えていく姿を描く。藤原は、この作品が映画初出演で初主演。

## 出演
- 久野真紀子
- 藤原紀香
- 桜町弘子 ほか

## スタッフ
- 脚本・監督 - 澁谷正行
- プロデューサー - 岡田順徳
- 撮影 - 堀田泰寛